# Piłka nożna w Polsce

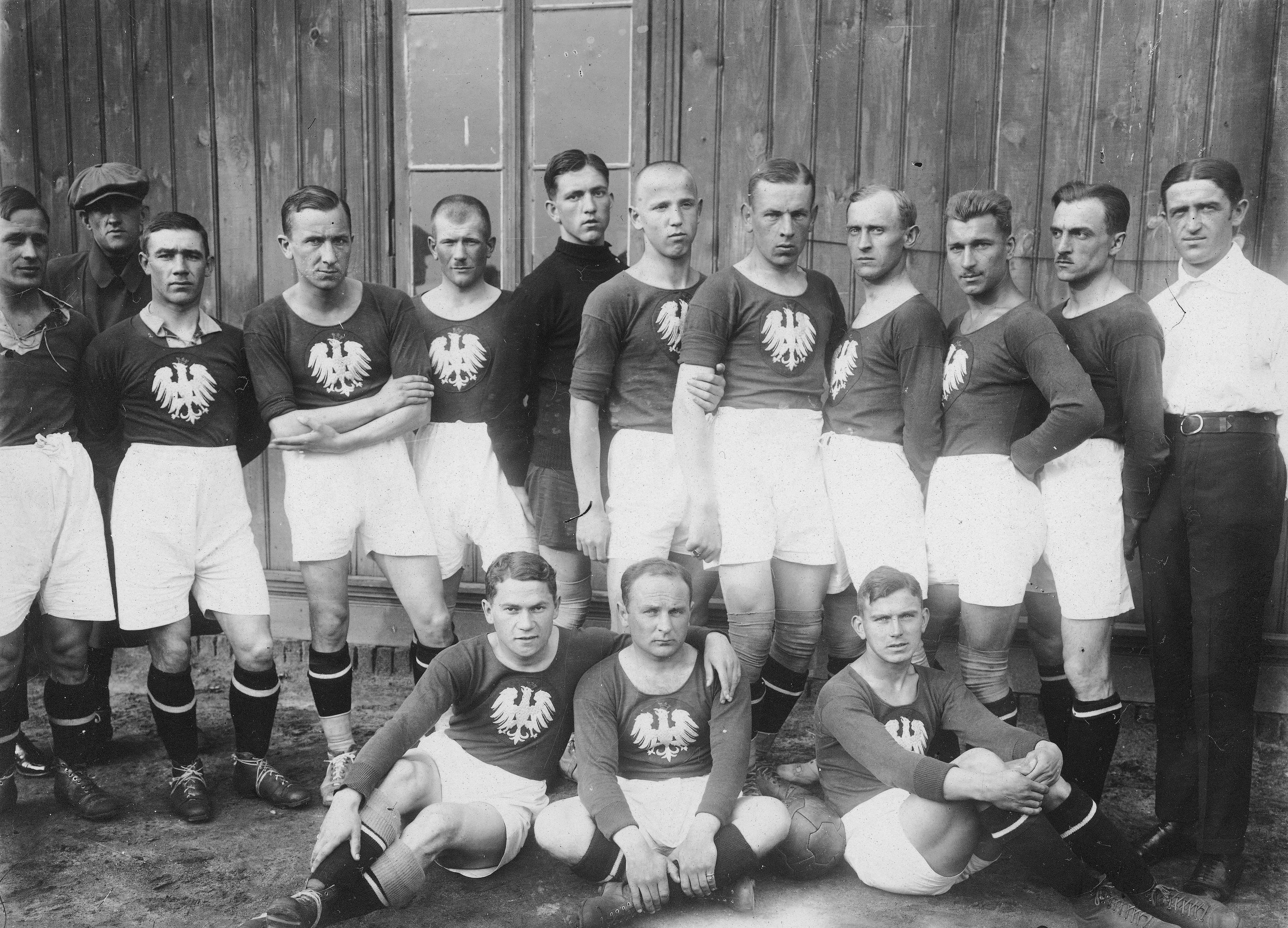
Reprezentacja Polski podczas meczu z Turcją w Łodzi w 1924 roku.

Piłka nożna jest najpopularniejszym sportem w Polsce. Jej głównym organizatorem na terenie Rzeczypospolitej Polskiej pozostaje Polski Związek Piłki Nożnej.

## Organizacja rozgrywek
- Rozgrywki klubowe mężczyzn są organizowane na następujących poziomach ligowych: Ekstraklasa, I liga, II liga, czterogrupowa III liga, 16-grupowa IV liga. Ponadto funkcjonują szczeble okręgowe: V liga, klasa okręgowa oraz klasy A, B i C. Prowadzone są również następujące rozgrywki pucharowe: Puchar Polski (szczeble centralny i regionalny), Superpuchar Polski, a dawniej Puchar ligi;
- Żeńskie rozgrywki klubowe prowadzone są w pięciu klasach rozgrywkowych: Ekstralidze, dwugrupowej I lidze, czterogrupowej II lidze, 17-grupowej III lidze i IV lidze. Jedynymi rozgrywkami pucharowymi dla zespołów kobiecych pozostaje Puchar Polski.

## Historia

### Początki piłki nożnej w Polsce
W football (czyli dzisiejszą odmianę piłki nożnej) na ziemiach polskich (wówczas jeszcze pod zaborami) zaczęto prawdopodobnie grać już w połowie lat 80. XIX wieku. Po dziś dzień rodzimi historycy zastanawiają się, w którym mieście lub regionie mogli pojawić się pionierzy. Być może w Krakowie, bądź we Lwowie – gdyż w Galicji Polacy posiadali przecież względnie największą autonomię ze wszystkich zaborów. A może w Szczecinie lub Gdańsku – do których drogą morską docierało od zawsze mnóstwo obcokrajowców, lub w Łodzi – gdzie pracowało podówczas wielu Anglików, tworzących tzw. „polski Manchester”. Niewykluczone, że palmę pierwszeństwa dzierżyć mogą mieszkańcy Śląska – tam wpływy niemieckie powodowały szybki rozwój sportu w ogóle.
Jednak z całą pewnością pierwszy, w pełni potwierdzony, przypadek pojawienia się futbolówki w Polsce miał miejsce w roku 1889, gdy po pobycie w Niemczech Henryk Jordan przywiózł ją do Krakowa. Nieco wcześniej (w 1888), właśnie dzięki niemu władze Krakowa zgodziły się na wydzielenie terenów na Błoniach dla celów sportowych, co doprowadziło do powstania Parku Jordana. Jego oficjalna inauguracja nastąpiła 12 marca 1889 i wkrótce z możliwości czynnego spędzania wolnego czasu regularnie korzystało około 32 tysięcy ludzi, głównie dzieci i młodzieży. Od 1890 kolejne roczniki szkolnych drużyn piłkarskich uprawiały w nim tę dyscyplinę, rozgrywając między sobą spotkania oraz turnieje. W 1891 na Błoniach istniały już 4 boiska piłkarskie (zwane wówczas placami gry), na których przeprowadzano regularne treningi. We Lwowie natomiast od 7 lutego 1867 prężnie działało Polskie Towarzystwo Gimnastyczne „Sokół”, w którym z czasem zaczęto trenować również football. Od kiedy? – tego nie wiadomo, jednak pewnym jest, iż w 1892 tamtejszy działacz Edmund Cenar przywiózł z wojaży po Anglii pierwszą prawdziwą footballówkę. W tym samym roku we Lwowie – podczas „I Zlotu Sokolego” – planowano rozegrać pierwszy prawdziwy mecz piłkarski (match footballowy, jak wówczas pisano), jednak z niewiadomych przyczyn do tego nie doszło.
Udało się to dwa lata później – podczas „II Zlotu Sokoła” (zorganizowanego również we Lwowie), w którym uczestniczyła młodzież z Galicji. Mecz rozegrano 14 lipca 1894 o godz. 17ː00 na terenie Powszechnej Wystawy Krajowej w sąsiedztwie Parku Stryjskiego. Z okazji wystawy zbudowano boisko sportowe o wymiarach 100 × 120 metrów z trybuną zdolną pomieścić według różnych źródeł 7-10 tysięcy widzów. Wśród licznych pokazów i zawodów sportowych przeróżnych dyscyplin zaplanowano rozegranie futbolowego spotkania między reprezentacjami Gimnastyczno-Śpiewaczego Koła Nauczycieli m. Lwowa (GSKN, białe koszulki i szare spodenki gimnastyczne) – z inż. Niedzielskim, jako szkoleniowcem – oraz krakowskiego Sokoła (białe koszulki i czarne spodenki gimnastyczne). Był to pierwszy w dziejach udokumentowany mecz piłkarski rozegrany przez Polaków na ziemiach polskich. Premierowego gola zdobył dla gospodarzy 16-letni lwowianin Włodzimierz Chomicki już w 6. minucie, po czym sędzia Zygmunt Wyrobek z Krakowa – z wyraźnego polecenia Antoniego Durskiego (ówczesnego szefa lwowskiego Sokoła i kierownika zlotu) – zagwizdał po raz ostatni. Wobec niezwykle napiętego programu uroczystości, fakt zdobycia bramki przez jedną ze stron uznano najwyraźniej za idealny moment do zakończenia pojedynku (toteż już chwilę później na tym samym boisku mogły rozpocząć się oczekiwane przez wszystkich – niezwykle wówczas prestiżowe – pokazy gimnastyczne, stanowiące główny punkt zlotu). Można zatem przypuszczać, iż owo pierwsze spotkanie piłkarskie i historycznego gola oglądała całkiem spora liczba widzów (około 3 tysięcy).

### Organizowanie polskiego piłkarstwa w początkach XX wieku
Pierwsze próby organizowania życia piłkarskiego na ziemiach polskich w bardziej zwięzłych strukturach miały miejsce jeszcze pod koniec XIX wieku. Naturalnym zapleczem stały się poszczególne towarzystwa sokole, a z czasem również placówki pedagogiczne (szkoły realne, gimnazja, uczelnie wyższe), w których pracę dydaktyczną podejmowali młodzi ludzie coraz bardziej ogarniani futbolową pasją. To właśnie uczniowie lwowskich szkół – pod przewodnictwem swych opiekunów – założyli trzy pierwsze polskie kluby piłkarskie: Lechię (latem 1903), Czarnych (w sierpniu 1903) oraz Pogoń (wiosną 1904).
4 czerwca 1906 doszło w Krakowie do wielkiego rewanżu na linii Lwów – Kraków sprzed 12 lat. W Parku Jordana naprzeciw piłkarzy lwowskich Czarnych oraz IV Gimnazjum stanęła młodzież krakowska. Wizyta ta stała się bodźcem do rozwoju piłki nożnej w Krakowie i powstania zorganizowanych drużyn. Miały one okazję zaprezentować się na Turnieju Jesiennym w październiku 1906, czołowe miejsca zajęły tam drużyny Biało-Czerwonych, Cracovii, Czerwonych i Wisły. Spośród tych drużyn w przypadku Cracovii znana jest dzienna data założenia – 13 czerwca 1906. Drużyna Biało-Czerwonych w 1907 dokonała fuzji z drużyną Cracovii, a drużyna Czerwonych w tymże roku połączyła się z Wisłą.
Następne kluby powstawały w Galicji (m.in.: FC Katowice, Resovia, Wisłoka Dębica, Tarnovia Tarnów, Polonia Przemyśl, JKS 1909 Jarosław, Sandecja Nowy Sącz, Czarni 1910 Jasło, Jutrzenka Kraków, czy Makkabi Kraków), z czasem sztuka ta udała się również mieszkańcom dwóch pozostałych zaborów. Normania (późniejsza Posnania) i Warta w Poznaniu, Venetia w Ostrowie Wlkp., ŁKS (wówczas pod nazwą Łodzianka) w Łodzi, Concordia Piotrków Trybunalski oraz Korona w Warszawie (wyodrębniona z Warszawskiego Koła Sportowego) stały się prekursorami w swoich miastach lub regionach.

### Powstanie PZPN
W 1911 w Galicji powstają: najpierw Związek Footbalistów Polskich, zaś później Związek Polski Piłki Nożnej. Ten drugi działał prężnie do wybuchu I wojny światowej dwukrotnie organizując Mistrzostwa Galicji w piłce nożnej. 8 maja 1913 na własnym stadionie Cracovia pokonuje Wisłę Kraków 2:1, a mecz ten to historyczne pierwsze spotkanie polskich drużyn w oficjalnych rozgrywkach w ramach struktur FIFA.
Równolegle w zaborze pruskim w 1913 powstał piłkarski Związek Polskich Towarzystw Sportowych, który organizował mistrzostwa Wielkopolski w piłce nożnej. Pierwsza edycja tych rozgrywek rozpoczęła się 18 maja 1913 meczem Posnania – Warta Poznań. Kolejne edycje zorganizowano w latach 1914 i 1919.
Związek Polski Piłki Nożnej pod odzyskaniu przez Polskę niepodległości stał się zalążkiem dla Polskiego Związku Piłki Nożnej. Podczas 1. zjazdu polskich klubów piłki nożnej – zorganizowanego w Warszawie, w dniach 20–21 grudnia 1919 – doszło do utworzenia największego obecnie polskiego związku sportowego. Jego pierwszym prezesem mianowano działacza Cracovii – Edwarda Cetnarowskiego. Ponadto podczas owego założycielskiego zgromadzenia: przyjęto statut, wybrano pierwszą siedzibę (Kraków), ogłoszono regulamin 1. Mistrzostw Polski w piłce nożnej (w 1920) oraz dokonano podziału kraju na 5 okręgów piłkarskich (OZPN): krakowski, lwowski, łódzki, warszawski i poznański (26 lutego 1922 zatwierdzono powstanie trzech kolejnych: górnośląskiego, lubelskiego i wileńskiego, a 25 lutego 1923 ostatniego przedwojennego – toruńskiego).

### Premierowe mistrzostwa Polski i oficjalny debiut międzypaństwowy reprezentacji
Planowanych na sezon 1920 (w Polsce grano wówczas systemem „wiosna-jesień”) 1. Mistrzostw Polski w piłce nożnej – na skutek agresji wojsk bolszewickich – nie udało się dokończyć (rozpoczęto jedynie rozgrywki eliminacyjne w niektórych okręgach, zakończono tylko w Krakowie, gdzie awans uzyskała Cracovia).
Pierwszy historyczny mecz w oficjalnych rozgrywkach piłkarskich w RP rozegrano 18 kwietnia 1920. Tego dnia w meczu krakowskiej klasy B Wawel Kraków uległ Cracovii II 1:3 (mimo że Wawel był gospodarzem, grano prawdopodobnie na stadionie Cracovii). Tydzień później 25 kwietnia 1920 grająca na własnym stadionie Cracovia pokonała Jutrzenkę Kraków 8:0. Był to inauguracyjny mecz w krakowskiej klasie A i zarazem historyczny pierwszy mecz w rozgrywkach mających na celu wyłonienie mistrza Polski.
W następnym roku – kiedy liczba istniejących w Polsce klubów przekroczyła 100, a grających zawodników 2000 – po raz pierwszy wyłoniono piłkarskiego mistrza kraju (tytuł zdobyła Cracovia), a polska reprezentacja narodowa rozegrała swoje inauguracyjne spotkanie międzynarodowe, ulegając w Budapeszcie Węgrom pechowo 0:1.

### PZPN w FIFA, polska reprezentacja na IO w Paryżu 1924
20 kwietnia 1923 – na pierwszym powojennym kongresie FIFA w Genewie – PZPN został oficjalnie przyjęty w struktury tej organizacji, a już w 1924 pierwsza reprezentacja Polski wzięła udział w turnieju piłkarskim igrzysk olimpijskich w Paryżu. W jedynym rozegranym na nich meczu uległa 0:5 narodowej drużynie Węgier.

### Pierwszy Puchar Polski oraz rozgrywki ligowe
Na przełomie 1925 i 1926 przeprowadzono premierową edycję rozgrywek o Puchar Polski (w 1925 grano na szczeblu poszczególnych okręgów, zaś w 1926 na szczeblu centralnym). Pierwszym triumfatorem została Wisła Kraków po zwycięstwie 2:1 nad Spartą Lwów. Kolejną edycję Pucharu Polski przeprowadzono dopiero w 1951, a jego triumfatorowi (Ruch Chorzów) został przyznany tytuł mistrza kraju.
Jesienią 1926 większość polskich klubów zaczęła dążyć do utworzenia ligi piłkarskiej (przeciwna była jedynie Cracovia). Stało się to faktem – pomimo zdecydowanego sprzeciwu PZPN – 1 marca 1927, a rozgrywki zainaugurowano miesiąc później (3 kwietnia 1927). Rywalizację wygrała krakowska Wisła, zaś pierwszym spadkowiczem została Jutrzenka Kraków. Do pierwszego sezonu ligowego nie przystąpiła co prawda Cracovia – której prezes był zarazem szefem niechętnego lidze PZPN – ale, gdy 18 grudnia 1927 związek wreszcie zaakceptował istnienie ligi, Pasy natychmiast wyraziły chęć uczestniczenia w niej i zostały przyjęte do grona ligowców. 15 stycznia 1928 Liga Piłki Nożnej stała się autonomicznym członkiem piłkarskiej centrali (takim samym, jak wszystkie OZPN-y).

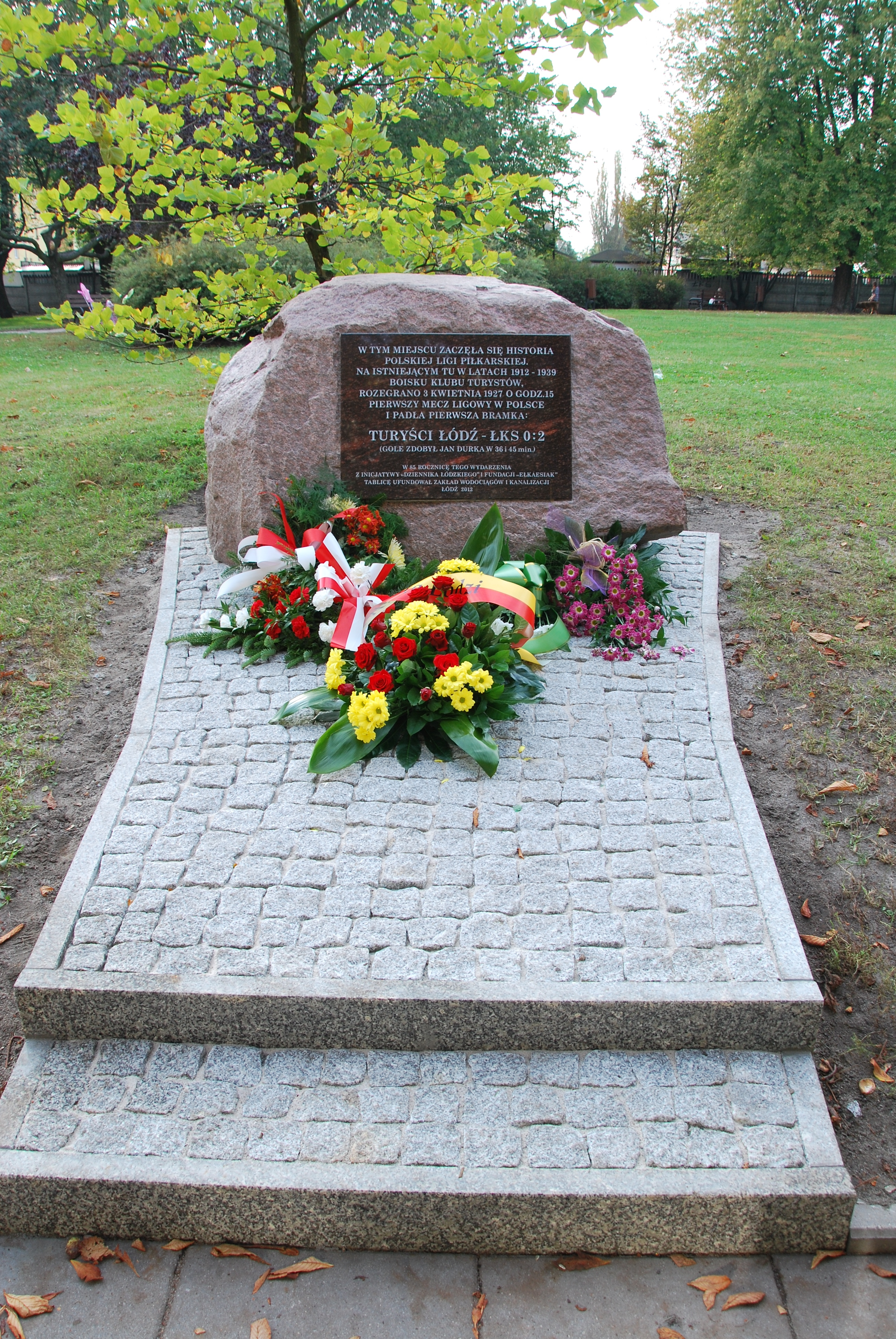
Kamień upamiętniający pierwszy mecz ligowy na ziemiach polskich, 3 kwietnia 1927 r., ŁKS – Klub Turystów, Łódź ul. Wodna 34

Powszechnie przyjmuje się, że pierwszy mecz ligowy w Polsce został rozegrany w Łodzi, w dniu 3 IV 1927 r., na boisku „Turystów” Łódź u zbiegu ulic Wodnej i Nawrot; rozpoczął się o godz. 15.00. Zmierzyły się drużyny ŁKS-u i „Turyści” Łódź. Spotkanie zakończyło się zwycięstwem ŁKS-u 2:0, obie bramki strzelił Jan Durka, w 36. i 45. minucie. W dniu 1 X 2012, w miejscu tego meczu, została odsłonięta tablica pamiątkowa umieszczona na dużym na głazie narzutowym o treści:
„W tym miejscu zaczęła się historia polskiej ligi piłkarskiej, na istniejącym tu w latach 1912–1939 boisku klubu „Turystów”, rozegrano 3 kwietnia 1927, o godz. 15.00, pierwszy mecz ligowy w Polsce i padła pierwsza bramka. „Turyści” Łódź – ŁKS 0 : 2. W 85 rocznicę tego wydarzenia, z inicjatywy „Dziennika Łódzkiego i „Fundacji „Ełkaesiak”, tablicę ufundował Zakład Wodociągów i Kanalizacji. Łódź 2012”.
Jednakże analiza prasowa wskazuje, że również o 15:00 rozpoczął się mecz w Toruniu, w którym TKS pokonał Polonię Warszawa 4:3 (4:0). Już w 6. minucie tego pojedynku gola zdobył Paweł Gumowski. Zaprzeczałoby to twierdzeniu, że pierwszego gola w ekstraklasie zdobył Durka.

### Debiut reprezentacji Polski w MŚ
W 1934 narodowa reprezentacja Polski zadebiutowała w eliminacjach mistrzostw świata (porażka w dwumeczu z Czechosłowacją i brak awansu do finałów). Cztery lata później – po wyeliminowaniu Jugosławii – udało się już dostać do turnieju finałowego. W debiucie, po niezwykle dramatycznym – i zakończonym dogrywką – spotkaniu Polacy ulegli Brazylii 5:6, a 4 gole zdobył wówczas Ernest Wilimowski. Na krajowym podwórku zdecydowanym hegemonem był wówczas klub legendarnego „Eziego” – Ruch Chorzów, w latach 30. pięciokrotny triumfator polskiej ligi.

### Obecnie
Obecnie w Polsce działa ok. 5700 klubów piłkarskich, grających na dziesięciu poziomach ligowych – od Ekstraklasy po Klasę C.

### Reprezentacja narodowa
- Reprezentacja Polski w piłce nożnej
- Mecze kadry A w piłce nożnej
- Bilans reprezentacji Polski w piłce nożnej
- Strzelcy bramek dla reprezentacji Polski w piłce nożnej
- Selekcjonerzy reprezentacji Polski w piłce nożnej
- Afera na Okęciu

### publikacje
- Józef Hałys: Polska Piłka Nożna. Kraków: Krajowa Agencja Wydawnicza, 1986, s. 1–995. ISBN 83-03-00804-8.
- Jarosław Owsiański, Tomasz Siwiński: Historia futbolu wielkopolskiego. WZPN Poznań, 2013, s. 1–1340. ISBN 978-83-64237-00-3.

### prasa
- KONDRACIUK Marek, Głaz na boisku klubu „Turystów” [Union-Toruring–Łódź], świadectwem historii futbolu, [w:] „Polska. Dziennik Łódzki”, 2 X 2012, nr 230, s. 24 (odsłonięcie tablicy upamiętniającej pierwszy ligowy mecz w Polsce).
- ............, Obok „Czarnych” znak „Pogoni”. [w:] „Polityka”, nr 33, 16 VIII 2003, s. 83 (Z dziejów piłki nożnej w Polsce).

### Inne
- Archiwum Państwowe w Łodzi, wirtualna wystawa pt. „Jak łodzianie grali w piłkę nożną...”

### Rozgrywki klubowe
- Mistrzostwa Polski w piłce nożnej
- Puchar Polski w piłce nożnej
- Superpuchar Polski w piłce nożnej
- Puchar ligi w polskiej piłce nożnej
- Tabela wszech czasów Ekstraklasy w piłce nożnej
- System ligowy piłki nożnej w Polsce w sezonie 2024/2025:
  - Ekstraklasa
  - I liga
  - II liga
  - III liga (4 grupy po cztery województwa)
  - IV liga (16 grup po jednej na każde województwo)
  - V liga (w województwach małopolskim, mazowieckim, wielkopolskim i śląskim)
  - Klasa okręgowa
  - Klasa A
  - Klasa B
  - Klasa C (tylko w województwie śląskim)

### Inne
- Kobieca piłka nożna w Polsce
- Polski Związek Piłki Nożnej
- Ekstraklasa SA
- Futsal w Polsce
- Piłka nożna plażowa w Polsce
- Puchar Żeleńskiego
- Król strzelców
- Włodzimierz Chomicki
- Mistrzowie Polski juniorów

### Historia piłki nożnej w Polsce
- Piłka nożna na Górnym Śląsku do 1945 roku
- Sezon 2005/2006
- Sezon 2004/2005
- Sezon 2003/2004
- Sezon 2002/2003
- Sezon 2001/2002
- Sezon 2000/2001
- Polskie drużyny piłkarskie w europejskich pucharach 1955/56 – 1989/90
- Występy polskich klubów w Pucharze UEFA i Lidze Europy UEFA
- Występy polskich klubów w Lidze Mistrzów UEFA
- Sprawa Rašicia
- Afera barażowa
- Afera korupcyjna w polskiej piłce nożnej